# アメリカを震撼させた夜
『アメリカを震撼させた夜』（原題：The Night That Panicked America）は、アメリカで製作されたテレビ映画であり、1975年10月31日にABCテレビにて放送された。パラマウント・テレビジョンが制作した本作には、ポール・シェナーやヴィック・モローなどが出演している。
本作は、1938年10月30日にCBSラジオにて、H.G.ウェルズのSF小説『宇宙戦争』を単発のラジオドラマとして放送されたさいの「事件」を描いている。
このラジオドラマはイギリスが舞台となっている原作を改編し、舞台を現代アメリカにして臨時ニュースを伝えるように番組を開始、以後もオーソン・ウェルズ演じる目撃者による回想を元にしたドキュメンタリー形式のドラマ（モキュメンタリー）にするなど、それまでに前例のない構成や演出と迫真の演技で放送した。その結果、放送が本物のニュースで火星人の侵略が実際に起こっていると聴取者から間違われ、パニックを引き起こす騒ぎとなったとする説が以前は長く流布されていた（現在の研究では根拠のない都市伝説として否定されている）。
本作は「パニックが起きた」とする従来の見方に沿って、再現ドラマを中心に構成されている。
日本では、NHK総合にて1977年2月26日に初放送された。その後は様々な局などで再放送が行われている。

## キャスト
※括弧内は日本語吹替
- オーソン・ウェルズ：ポール・シェナー（樋浦勉）
- ハンク・マルドゥーン：ヴィック・モロー（中谷一郎）
- アン・マルドゥーン：アイリーン・ブレナン（谷口香）
- デイビス牧師：ウィル・ギア（浮田佐武郎）
- リンダ・デイビス：メレディス・バクスター（岡本茉利）
- ステファン・グルボウスキー：クリフ・デ・ヤング（田中秀幸）
- ノーマン・スミス：トム・ボスリー（村越伊知郎）
- ケリー：トレイシー・ブルックス・スウォープ（鈴木弘子）
- ウォルター・ウィンゲート：ジョン・リッター（竹尾智晴）
- ハリソン：バイロン・ウェブスター（峰恵研）
- マーキュリー劇団のメンバー：ケイシー・ケイサム（山田康雄）
- マーキュリー劇団のメンバー：マルクス・J・グレープズ（青野武）
- マーキュリー劇団のメンバー：ロン・リフキン（納谷悟朗）
- マーキュリー劇団のメンバー：ウォーカー・エドミンストン（家弓家正）
  - その他声の出演：寺島幹夫、大木民夫、阪脩
- 日本語版ナレーター：横内正

## スタッフ
- 製作・監督：ジョセフ・サージェント
- 製作総指揮：アンソニー・ウィルソン
- 原作：ハワード・コッチ
- 脚本：ニコラス・メイヤー、アンソニー・ウィルソン
- 撮影：ジュールス・ブレンナー
- 音楽：フランク・コムストック